# Сьюзен Келвин
Доктор Сьюзан Кэлвин (англ. Dr. Susan Calvin) — персонаж из серии повестей о роботах Айзека Азимова. Она была главным робопсихологом U.S. Robots and Mechanical Men, Inc., крупнейшего производителя роботов в XXI веке. Главная героиня во многих рассказах из книг «Я, робот» и «Идеальный робот».

## Характеристика персонажа
Сьюзан Кэлвин родилась в 1982 (в том же году была основана U.S. Robots and Mechanical Men, Inc.), окончила Колумбийский Университет в 2003 году. После аспирантуры и исследований в области кибернетики она присоединилась к U.S. Robots and Mechanical Men, Inc. в 2008 году в качестве первого робопсихолога.
Как правило, Азимов изображает доктора Кэлвин как высокообразованную женщину, сосредоточенную на своей работе и далекую от обычных эмоций, едва ли не более «роботом», чем её механические подопечные. Она любит роботов значительно больше, чем людей: в «Доказательстве», отвечая на вопрос «Насколько роботы отличаются от людей?», она отвечает: «Роботы намного более достойны». Повести Азимова оставляют её мизантропию необъясненной, но сценарий адаптации Харлана Эллисона из «Я, робот» исследует её происхождение, в конечном итоге делая вывод, что её отношение довольно обоснованно.
Вот что говорит Азимов в «Я, робот» о докторе Кэлвин: «Она маленькая женщина, но с волевым выражением лица, что говорит о выносливости и интеллекте. Её рот… тонкий, и лицо её бледно. Её черты благородны… но она не является привлекательной женщиной. Она не из тех женщин, о которых можно сказать: „Она должна была быть красива, когда была моложе“. Сьюзан Кэлвин всегда была прямолинейна. И, конечно, всегда была сильной личностью».
Сьюзан Кэлвин умерла в 2064 году, вскоре после ухода из U.S. Robots and Mechanical Men, Inc..
Список произведений Азимова, где фигурирует Сьюзан Кэлвин
- «Выход из положения»
- «Улики»
- «Женская интуиция»
- «Ленни»
- «Лжец»
- «Мечты роботов»
- «Как потерялся робот»
- «Разрешимое противоречие»
- «Риск»
- «Робби»
- «Будете довольны»
- «Хоровод»
- «Роботы зари»

## На телевидении и радио
На британском телевидении её играли три разные актрисы, начиная с Максин Одли в адаптации «Потерянный робот» (1962 г.) для сериала «Out of This World», потом Беатрикс Леманн в «Пророк» (1967 г.) и Венди Гиффорд в Лжец! (1969 г.) — эпизодах сериала «Out of the Unknown». Маргарет Робертсон играла её в BBC Radio 4 в адаптации «Удовлетворение гарантировано». Бриджит Мойнахан играет Сьюзан Кэлвин в фильме адаптации «Я, робот» (не на основе вышеупомянутого сценария Харлана Эллисона).
На советском телевидении роль Сьюзан Келвин в одном из эпизодов серии телеспектаклей Этот фантастический мир (по мотивам рассказа Айзека Азимова Лжец!) исполнила актриса Наталья Назарова.

## В фильме «Я, робот»
В фильме «Я, робот» (2004 г.) Кэлвин играет Бриджит Мойнахан. По сценарию она работает робопсихологом, который «делает роботов более человекоподобными» и полностью зависимыми от Трёх законов робототехники. Она изначально не верит в утверждение Спунера о том, что роботы могут быть плохими, несмотря на то, что NS-5 «Санни» функционирует без этих законов. В конце концов она узнаёт, что Санни на самом деле убил доктора Альфреда Лэннинга.

## Список произведений других авторов, где встречается Сьюзен Келвин
Артур Кларк упоминает Сьюзан Кэлвин в своем романе «3001: Последняя одиссея». Она появляется вместе с Адой Лавлейс и Грейс Хоппер как женская «ролевая модель» в «битве разума между человеком и машиной» (Глава 36: Палата Ужасов). Неясно, ссылается ли Кларк на Кэлвин в смысле персонажа Азимова или представляет её как персонаж, существующий в его собственной вымышленной вселенной.
Сьюзан Кэлвин также появляется в иллюстрированных новеллах Дэвида Уингрова «Бессмертие научной фантастики» (1980). Здесь она дает интервью вместе с девятью другими известными персонажами научной фантастики.